# André Kuipers
André Kuipers (* 5. Oktober 1958 in Amsterdam, Provinz Nordholland, Niederlande) ist nach Wubbo Ockels der zweite niederländische Raumfahrer.

## Ausbildung
Kuipers besuchte das Van der Waals Lyceum in Amsterdam, erhielt 1977 sein Reifezeugnis (Atheneum B) und studierte anschließend Humanmedizin. An der Universität von Amsterdam promovierte er zehn Jahre später. Er diente dann als Offizier im medizinischen Stab der niederländischen Luftwaffe. Dabei untersuchte er Unfälle von Piloten, die durch Orientierungslosigkeit verursacht wurden. Bereits während seines Studiums hatte er sich mit dem menschlichen Gleichgewichtssinn beschäftigt.

## Forschung
In den Jahren 1989 und 1990 arbeitete Kuipers in Soesterberg (Provinz Utrecht). Am medizinischen Zentrum der Luftwaffe forschte er am Gleichgewichtsorgan, an Kontaktlinsen für Piloten aber auch der Raumkrankheit. Daneben gab er Kampfpiloten Unterricht und informierte sie über das Verhalten des menschlichen Körpers im Bezug auf das Fliegen.
Kuipers war ab 1991 am Europäischen Weltraumforschungs- und Technologiezentrum tätig, dem niederländischen Standort der Europäischen Weltraumorganisation (ESA). In Noordwijk (Provinz Südholland) entwickelte  er physiologische Grundlagenforschungsexperimente, die bei Parabelflügen durchgeführt wurden. Einige Vorhaben, an denen er entscheidend beteiligt war, wurden sogar auf Raumflügen durchgeführt: darunter das Torque Velocity Dynamometer (STS-78), das Advanced Respiratory Monitoring System (STS-107) und das Muscle Atrophy Research and Exercise System (Internationale Raumstation (ISS)).

## Raumfahrertätigkeit
Zur Verstärkung des Astronautenkorps der ESA wurde Kuipers im Sommer 1998 ausgewählt. Anlässlich einer Raumfahrtausstellung am ESTEC wurde er im Oktober der Öffentlichkeit vorgestellt. Neun Monate später reiste er in die Bundesrepublik und begann am Europäischen Astronautenzentrum (EAC) die Basisausbildung. Parallel dazu führte er in Noordwijk seine Forschung in der Microgravity Payloads Division des ESTEC fort.
Im Dezember 2002 wurde Kuipers für die Teilnahme an einem Flug zur ISS aufgestellt. Er trainierte abwechselnd am EAC und dem Juri-Gagarin-Kosmonautentrainingszentrum in Moskau für die als  DELTA (Dutch Expedition for Life science, Technology and Atmospheric research) bezeichnete Mission. Daneben war Kuipers Ersatzmann für Pedro Duque, der im Oktober 2003 zur ISS flog. Er arbeitete während dieser Mission als CapCom in Moskau, wie bereits ein Jahr zuvor bei Frank De Winne.
Begleitet von dem russischen Kommandanten Padalka und dem US-amerikanischen Bordingenieur Fincke flog Kuipers im April 2004 an Bord von Sojus TMA-4 zur Raumstation. Mehr als ein Dutzend DELTA-Experimente, von denen die meisten von niederländischen Wissenschaftlern entwickelt wurden, betreute Kuipers während der neun Tage auf der ISS.
Ab Mai 2007 trainierte Kuipers als Ersatzmann von Frank De Winne für einen Langzeitaufenthalt an Bord der ISS im Rahmen der ISS-Expeditionen 20 und 21. Von Dezember 2011 bis Anfang Juli 2012 arbeitete er an Bord der ISS als Bordingenieur der Expeditionen 30 und 31. Mit 192 Tagen Dauer war dies der bis dahin längste Flug eines Westeuropäers.
Kuipers hat eine Gastprofessur an der Freien Universität Amsterdam.

## Privates
Kuipers ist zum zweiten Mal verheiratet und hat vier Kinder, davon zwei aus erster Ehe.